# Clemmatista
Clemmatista là một chi bướm đêm thuộc họ Cosmopterigidae.